# Candice Swanepoel
Candice Susan Swanepoel (Mooi River, 20 de outubro de 1988) é uma supermodelo e filantropo sul-africana e angel da Victoria's Secret. Em 2016 ela foi listada na 8ª  posição na lista da revista Forbes de modelos mais bem pagos do mundo.

## Biografia
Nascida e criada em Mooi River, em uma fazenda de laticínios e carne bovina, é filha de Willem Swanepoel e Eileen Swanepoel. Sua família tem origens  Holandesas. Seu pai é de Mutare, no Zimbabwe, anteriormente conhecido como Umtali. Sua mãe é sul-africanas. Ela tem um irmão mais velho chamado Stephen Swanepoel frequentou a escola de internato no Colégio Diocesano de St. Anne na cidade vizinha de Hilton. Aos 15 anos, ela foi vista por um escoteiro modelo em um mercado de pulga de Durban, África do Sul.

## Carreira
O seu currículo inclui trabalhos como capa de diversas revistas e marcas famosas, tais como Vogue (Brasil, Itália, Japão, Korea, Austrália, Portugal, México, Hellas, Espanha), Elle (China, Rússia, Alemanha, África do Sul, Brasil, UK), Harper's Bazaar (Espanha, República Tcheca, Malásia, Japão, China, México, Alemanha, Bulgária, Korea, USA), GQ, Fendi,  Nike, Diesel, Guess, Tommy Hilfiger, Swarovski, Colcci, Muse Magazine, Ralph Lauren e Versace.
Swanepoel desfilou para a Fendi, Chanel, Tommy Hilfiger, Dolce & Gabbana, Michael Kors, Donna Karen, Giambattista, Valli, Jason Wu, Prabal Gurung, Rag & Bone, Oscar de la Renta, Ellie Saab, Diane Von, Furstenberg, Spotmax, Betsey Johnson, Stella McCartney, Viktor and Rolf, Givenchy, Versace, Jean-Paul Gaultier, Christian Dior, Blumarine, Etro, Brandon Maxwell e Jeremy Scott.
Desfila pela Victoria's Secret desde 2007, além de aparecer em comerciais da marca. Em 2010, tornou-se angel da marca. Em 2011 teve seu primeiro grande destaque na Victoria's Secret, sendo rosto de várias campanhas da empresa e abrindo o desfile da marca, que é assistido por milhões de pessoas no mundo inteiro. Em 2013, foi a angel escolhida para desfilar com o Royal Fantasy BRA, no valor de 10 milhões de dólares criado pelo joalheiro Mouawad. O Sutião e o cinto com mais de 4.200 pedras preciosas (incluindo rubis, diamantes e safiras amarelas) em ouro de 18 quilates abrindo o Victoria's Secret Fashion Show (apenas Gisele Bündchen e Candice Swanepoel abriram o show com um Fantasy Bra).
Em 2018, ela lançou sua própria coleção de moda praia a Tropic of C.

### Patrimônio
Swanepoel estreou no 10° lugar em 2010 na lista dos "Modelos mais bem-sucedidos do mundo" da Forbes, com ganhos estimados em US $ 3 milhões entre 2010 e 2011. Ela foi classificada em 9° lugar com ganhos estimados em US $ 3,3 milhões. Em 2015 ficou em 8° lugar com ganhos de US $5 milhões. Em 2016, foi classificada em 8 lugar com ganhos estimados em US $ 7 milhões.

## Vida pessoal
Ela é fluente em africâner, inglês e português brasileiro sendo a última língua aprendida com seu ex-namorado, Hermann Nicoli, um modelo brasileiro. Eles começaram a namorar depois que se conheceram em Paris, aos 17 anos e ele com 23. Em agosto de 2015, o casal anunciou o noivado. Eles tem dois filhos juntos Ariel Swanepoel Nicoli e Anacan Nicoli. Todos dois nasceram em Vitória, Espirito Santo. Houve um boato de um relacionamento amoroso entre ela e o cantor britânico Harry Styles em 2023.
Ela divide seu tempo entre Brasil e Nova Iorque.

### Filantropia
Swanepoel está ativamente envolvida no mothers2mothers, uma instituição de caridade dedicada a alcançar uma geração livre de HIV de crianças e mães na África. Em maio de 2019, juntou-se como patrona e embaixadora global.